# Ан-26-100
Ан-26-100 та Ан-26Б-100 — близькомагістральні пасажирські літаки переобладнані з Ан-26 та Ан-26Б відповідно.

## Історія створення та призначення[2]
За постановою Державної авіаційної адміністрації України, спільно з АНТК імені Олега Антонова 12 липня 1999 розпочали переобладнувати літаки Ан-26 та Ан-26Б «Настенька» на пасажирські варіанти Ан-26-100 та Ан-26Б-100. Літаки обладнувались додатковими ілюмінаторами та пасажирським і бортовим обладнанням. Пасажирський салон додатково утеплювався та ізолювався від шуму.
Літаки випускаються в декількох варіантах: пасажирські (до 43 пасажирів) та вантажо-пасажирські (15-19 пасажирів і вантажний відсік).

## Технічний опис[3]

### Фюзеляж[4]
Фюзеляж суцільнометалевий, балково-стрингерний, типу півмонокок. Силовий набір складається з 51 шпангоута. Фюзеляж технологічно розділений на чотири частини: носова — відсік Ф1 (по 11 шпангоут), середня — відсік Ф2 (з 12 по 33 шпангоут), люковий відсік (з 34 по 40 шпангоут) та хвостова частина — відсік Ф3 (з 41 шпангоута). Більшість елементів конструкції фюзеляжу виконано із листового та профільованого дюралюмінію.
Носовий відсік герметичний. У ньому знаходиться кабіна екіпажа, між 1 та 7 шпангоутами. За нею розташована перегородка з дверима у побутовий сектор (з 7 по 12 шпангоут). Носик фюзеляжу, до 1 шпангоута, не герметичний, в ньому розміщена антена радіолокатора. Під кабіною екіпажу находиться відсік передньої ноги шасі. В правому борті находяться вхідні двері. Побутовий сектор містить у собі туалет, гардероб, багажник і буфет. Він відокремлений від пасажирського салону стаціонарною перегородкою.
Середня частина фюзеляжу герметична, в ній знаходиться пасажирський салон і вантажний відсік. Пасажирський салон і вантажний відсік розділенні перегородкою або шторкою, яка може розташовуватись по 30 (43 пасажира), 26 (31 пасажирів), 22 (19 пасажирів) або 20 (15 пасажирів) шпангоуті залежно від варіанту. На стелі між 29 і 39 шпангоутами встановлено монорейку, по якій рухається тельфер. Тельфер призначений для завантажувально-розвантажувальних робіт. В пасажирському салоні рейки тельфера закриваються захисним кожухом. Аварійні люки розміщені між 23 і 24 шпангоутами в правому борті та 14-15 — в лівому.
Вантажний люк находиться між 33 і 40 шпангоутами та має прямокутну форму. Довжина люка 3300 мм, а ширина з 33 по 36 шпангоут 2340 мм і помалу звужується до 2020 мм на 40 шпангоуті. Люк закривається рампою на кінці якої розміщений клиноподібний наїзд. При закритому люку наїзд плавно переходить у хвостову частину фюзеляжу.
Хвостовий відсік не герметичний, він несе на собі оперення. В середині розміщені агрегати навігаційно-пілотажного та радіообладнання. В нижній частині відсіку, між 41 і 42 шпангоутами находиться вхідний люк.

### Крило
Крило Ан-26 високого розміщення, вільно-тримальне трапецієподібне в плані. Конструкція крила — кесонного типу, складається з двох лонжеронів і 23 нервюр. Технологічно крило розділене на п'ять частин: центроплан, дві середні (СЧК) і дві знімні (ЗЧК) частини. Центроплан кріпиться до 17 і 20 шпангоута фюзеляжу. На ньому розміщені два одно-щілинні закрилки за принципом відхилення, на СЧК по одному двощілинному висувному закрилку, а на ЗЧК по дві секції елеронів. Загальна площа закрилок — 15 м², кути відхилення — 15° (при зльоті) і до 38° (при посадці). Загальна площа елеронів — 6,12 м², кути відхилення — 24° (вгору) і до 16° (вниз). В середині центроплана находяться десять м'яких баків, а в СЧК — два баки-відсіки (по одному з кожної сторони).

### Хвостове оперення
Хвостове оперення — вільнотримальне, однокільове. Складається із двох консолей стабілізатора із кермом висоти, кіля з кермом напрямку і форкіля. Стабілізатор і кіль дволонжеронної конструкції. На кермі висоти встановлений тример, а на кермі напрямку — пружинний тример-сервокомпенсатор. Керма мають осьову аеродинамічну компенсацію і сто відсоткове збалансування. Загальна площа стабілізатора — 19,83 м², кіля — 13,28 м², а форкіля — 2,57 м². Площа керма висоти — 5,16 м², кути відхилення — 25° (вгору) і 20° (вниз). Площа керма напрямку — 5 м², кути відхилення — ±25°.

### Шасі
Шасі Ан-26 триопорне, з двома головними і одною передньою опорами. База шасі — 7650 мм, колія — 7900 мм, мінімальний радіус розвороту — 11250 мм. При польоті усі три опори прибираються в перед, основні у відсік в мотогондолах, під двигуном, а передня у відсік під кабіною екіпажу. Відсіки стійок шасі закриваються, як під час польоту, так і при рулінні. За випущеного шасі, відкритими залишаються маленькі стулки навпроти амортизаційних стійок. На кожній опорі встановлені два колеса з пневматиками і з дисковими гальмами на основних стійках. Передня опора не гальмівна, при рулінні вона повертається на кут ± 45° і на кут ± 9° у разі розгону та пробігу. Випуск та прибирання шасі здійснюється за допомогою гідравлічного циліндра. У випадку виходу з ладу гідравлічної системи замки прибраного положення стійок шасі можна відкрити вручну. В такому випадку шасі опускаються і фіксуються в замках опущеного положення за рахунок своєї маси і зустрічного потоку повітря.
Головна опора шасі двоколісна із телескопічними азотно-оливними амортизаторами. Вона складається із: амортизаторної стійки, складаного підкосу, розпору, котрий слугує замком випущеного положення шасі та двох гальмівних коліс. У відсіку основних опор шасі розташовані: силовий циліндр опускання/прибирання стійок шасі, замок прибраного положення шасі та механізм керування стулками.
Передня опора шасі двоколісна із важільною підвіскою та азотно-оливним амортизатором. Вона складається із: амортизаторної стійки з центрувальним пристроєм, кермового механізму, гідроциліндра для гасіння коливань, гідроциліндра опускання/прибирання стійки шасі, замків випущеного та прибраного положення шасі, механізму керування стулками та двох не гальмівних коліс.
Колеса основних опор КТ-157 із камерними шинами 1А розміром 1050×400 мм. Передні колеса К2105 із камерними шинами 6А розміром 700×250 мм. Тиск у камерах шин — 4 кгс/см².

### Силова установка
На Ан-26 встановлено два турбогвинтових двигуна АІ-24ВТ зі злітною потужністю 2820 к.с. Двигуни розташовані в мотогондолах на центроплані. АІ-24ВТ оснащений десяти-ступеневим компресором і триступеневою турбіною. Камера згоряння кільцева із 8 форсунками. Також до складу двигуна входять: стартер-генератор, генератор змінного струму, аеродинамічні датчики, детектор обмерзання, система передачі крутного моменту, оливний фільтр та регулятор обертів гвинта. Для живлення двигунів використовується пальне марок Т-1 і ТС-1. Двигун кріпиться на центроплані крила за допомогою швидкознімної рами з амортизаторами і силової ферми з переднім силовим шпангоутом.

### ДСУ
В хвостовій частині правої мотогондоли розташована розташована додаткова силова установка (ДСУ): турбореактивний двигун РУ19А-300 з тягою 800 кгс.
РУ19А-300 забезпечує:
- додаткову тягу при злеті і наборі висоти;
- необхідну тягу при відмові двигуна АІ-24ВТ;
- бортовий запуск двигунів АІ-24ВТ;
- живлення електроенергією бортової мережі літака на стоянці, при непрацюючих двигунах АІ-24ВТ та при відмові генераторів СТГ-18ТМО-1000.

### Гвинт
Гвинт АВ-72Т — тяговий, лівого обертання, флюгований, діаметром 3,9 м. Гвинт одновальної схеми, металічний, з чотирма дюралюмінієвими лопатями. Флюгування його проводиться льотчиком або системою автоматичного флюгування. Вивід гвинта з зафлюгованого положення, примусовий. Переклад лопатей на мінімальний установчий кут при пробігу після посадки забезпечує додаткове гальмування літака за рахунок авторотації гвинта.

### Паливна система
Паливна система охоплює 10 м'яких баків і два баки-відсіки. Баки кожного пів-крила розділені на 3 групи. Для живлення двигунів спочатку береться пальне з першої групи баків, потім з другої, а далі з третьої. Бак 3а також використовується як розширювальний бак для рівномірного розподілу пального між лівою та правою сторонами літака. Двигун РУ19А-300 живиться від магістралі живлення правого основного двигуна. Заправка баків може проводитись зверху через заправні горловини або централізовано крізь заправний штуцер у відсіку шасі лівої мотогондоли. У польоті система нейтрального газу заповнює простір над пальним вуглекислим газом, а також ця система використовується як додатковий засіб пожежогасіння.

### Мастильна система
Кожен двигун має автономну мастильну систему (МС), яка забезпечує подачу мастила для змащування і охолодження двигуна, керування повітряним гвинтом та роботи системи зміни крутного моменту. МС поділяється на внутрішню і зовнішню. Внутрішня МС складається із: нагнітальної і відкачувальної секції МС, повітровіддільника, оливних фільтрів, каналів двигуна, оливозбірника і трубопроводів розташованих безпосередньо на двигуні. Зовнішня МС складається із: маслобаку, дренажного бачка, маслорадіатора з терморегулятором, флюгерного насоса, трубопроводів та контрольних приладів. Об'єм МС 64л, а перед вильотом літака в маслобак заливають ще 35-37л мастила. В мастильній системі двигуна використовується суміш мастил: 75% трансформаторного мастила МК-8 і 25% мастила МС-20 або МК-22.

### Гідравлічна система
Гідравлічна система (ГС) призначена для прибирання/випуску шасі, повороту коліс передньої опори шасі, гальмування коліс основних опор шасі, випуску/прибирання закрилків, для приводу склоочисників, аварійного увімкнення золотників флюгування повітряних гвинтів і зупинки двигунів, відчинення і зачинення кришки аварійного люку і керування рампою вантажного люку. Як робоча рідина використовується мінеральне мастило АМГ-10. Загальний об'єм ГС 65 л. ГС складається із основної, аварійної і системи ручного насоса.
Основна ГС використовується за нормальних умов і обслуговує усі вузли, які працюють від ГС. Джерелом тиску для основної ГС слугують два насоси розташовані на двигунах. Також в системі є гідроакумулятори, які забезпечують роботу вузлів під час стоянки літака.
Аварійна ГС може використовуватись для випуску закрилків, гальмування коліс, відчинення кришки аварійного люку і керування рампою вантажного люку, при виході з ладу основної ГС. Джерелом тиску аварійної ГС слугує електронасос. За потреби, цей насос може бути приєднаним до основної ГС.
Система ручного насоса може використовуватись для керування рампою.
Вся ГС має спільний бак ємністю 37л. Проте штуцер відбору рідини для основної системи знаходиться вище дна, а аварійної і системи ручного насосу — на дні. Це забезпечує запас рідини для цих систем у випадку втрати рідини з основної ГС.

### Система проти обмерзання
Складається з повітряно-теплової та електро-теплової систем.
Повітряно-тепловою системою протиобмерзання оснащено крила, оперення літака та повітрозабірники двигунів. Гаряче повітря в систему проти обмерзання поступає від 10 ступеня компресора кожного двигуна по патрубку, прокладеному по правому борту мотогондоли. В повітряно-тепловій системі використовується мікроінжекторний спосіб розподілу повітря із рециркуляцією відпрацьованого повітря. Цей спосіб забезпечує ефективний, рівномірний обігрів поверхні по всій довжині, а також економну витрату гарячого повітря.
Електро-тепловою системою протиобмерзання оснащено повітряні гвинти, лобове скло кабіни екіпажу і приймачі повітряного тиску.

### Система кондиціювання повітря
Система кондиціювання повітря призначена для підтримки в герметичній кабіні температури і тиску повітря в допустимих межах на великих висотах. Повітря для підігріву/охолодження, вентиляції та наддуву кабіни відбирається з компресорів основних двигунів. Для охолодження до потрібної температури повітря проходить крізь холодильну установку, після чого потрапляє в кабіну. Повітря відбирається зі швидкістю 1440 кг/год, що забезпечує 20-26 кратний обмін повітря в кабіні. Тиск в кабіні регулюється випускним клапаном.

## Технічні характеристики
Джерело: 
Основні характеристики
- Екіпаж: 5 чоловік
- Пасажиромісткість: до 43 пасажирів
- Довжина:
- Висота: 8,58 м
- Розмах крила: 29,20 м

- Площа крила: 74,98 м²
- Крило у плані: трапецієподібне
- Нормальна злітна маса: 23000 кг
- Максимальна злітна маса: 24000 кг
- Маса палива у внутрішніх баках: 5500 л
- Силова установка: 2 × Турбогвинтовий АІ-24ВТ  2820 к.с. ( 2074 кВт.)
- Повітряний гвинт: АВ-72Т
- Діаметр гвинта: 3,9 м
- Допоміжна силова установка: 1 ×  РУ19А-300 
  - Тяга допоміжної силової установки: 1 × 800 кгс

Льотні характеристики
- Максимально допустима швидкість: 540 км/год
- Крейсерська швидкість: 430 км/год
- Практична дальність: 2000 км
- Довжина розгону: 870 м
- Довжина пробігу: 620 м

## Катастрофи
За даними на лютий 2011 року було втрачено 2 літаки типу Ан-26Б-100.
| Дата     | Бортовий номер | Місце катастрофи               | Жертви  | Короткий опис |
| -------- | -------------- | ------------------------------ | ------- | --- |
| 09.06.07 | ER-26068       | Біля авіабази в Баладі         | 32 / 35 | Розбився під час підльоту до авіабази. |
| 22.09.07 | HK-4389        | Аеропорт Пасто-Антоніо Наріньо | 0 / 53  | Літак летів у Вілла-Гарсон, коли зазнав зупинку одного з двигунів. Екіпаж взяв курс на Пасто-Антоніо для аварійної посадки. Ан-26 приземлився на злітно-посадкову смугу, але не зміг зупинити. Він пройшов 15 м за смугу і розбився на дві частини. Відірвалось праве крило зірвавши частину фюзеляжу. |